# Donji Dubovik (gmina Krupa na Uni)
Donji Dubovik (cyr. Доњи Дубовик) – wieś w Bośni i Hercegowinie, w Republice Serbskiej, siedziba gminy Krupa na Uni. W 2013 roku liczyła 214 mieszkańców.